# Памятники Оттавы
Ниже приведен список памятников и скульптурных композиций, установленных в г. Оттава. Список не является исчерпывающим.

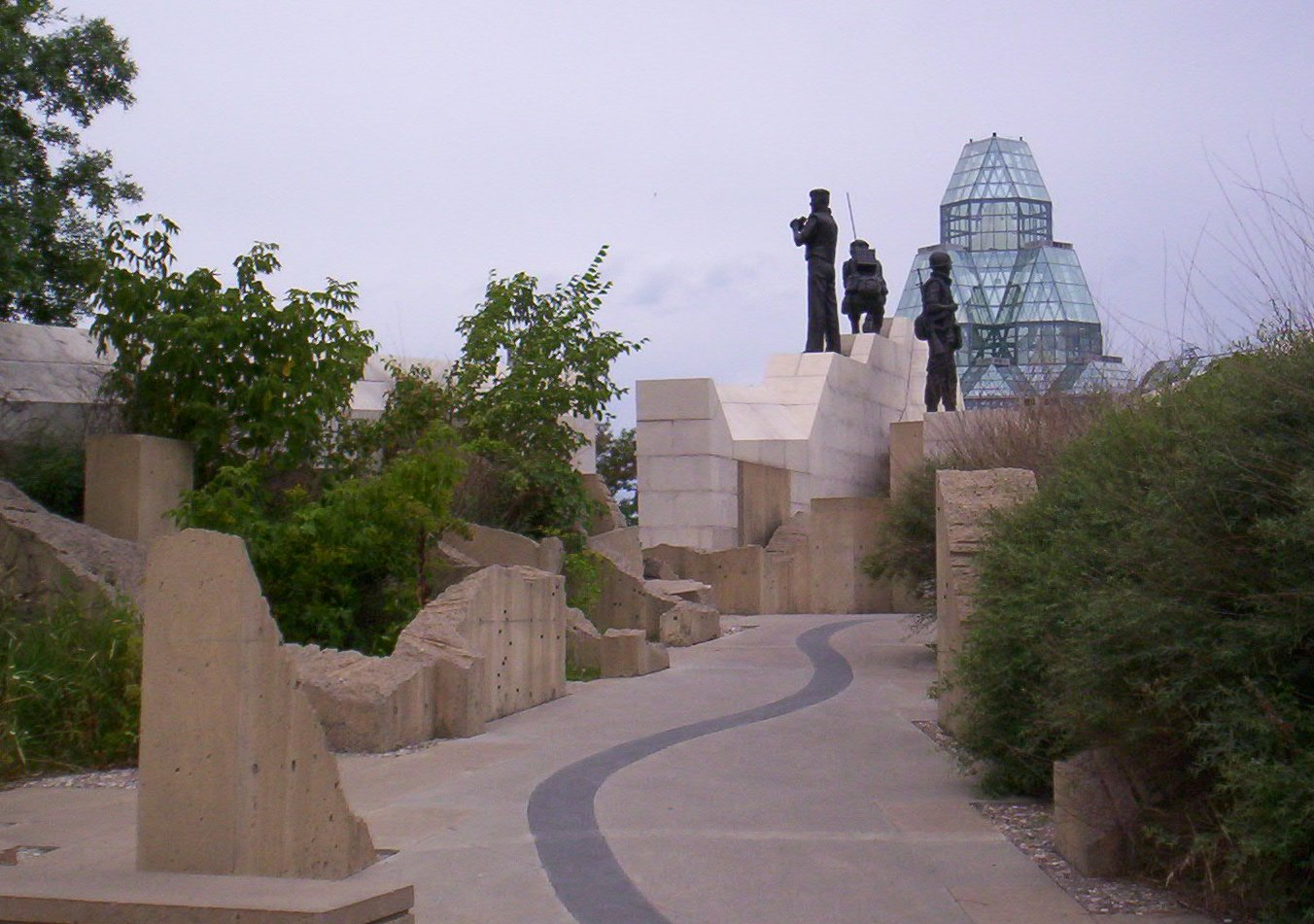
Памятник миротворцам. На заднем плане — Национальная галерея.

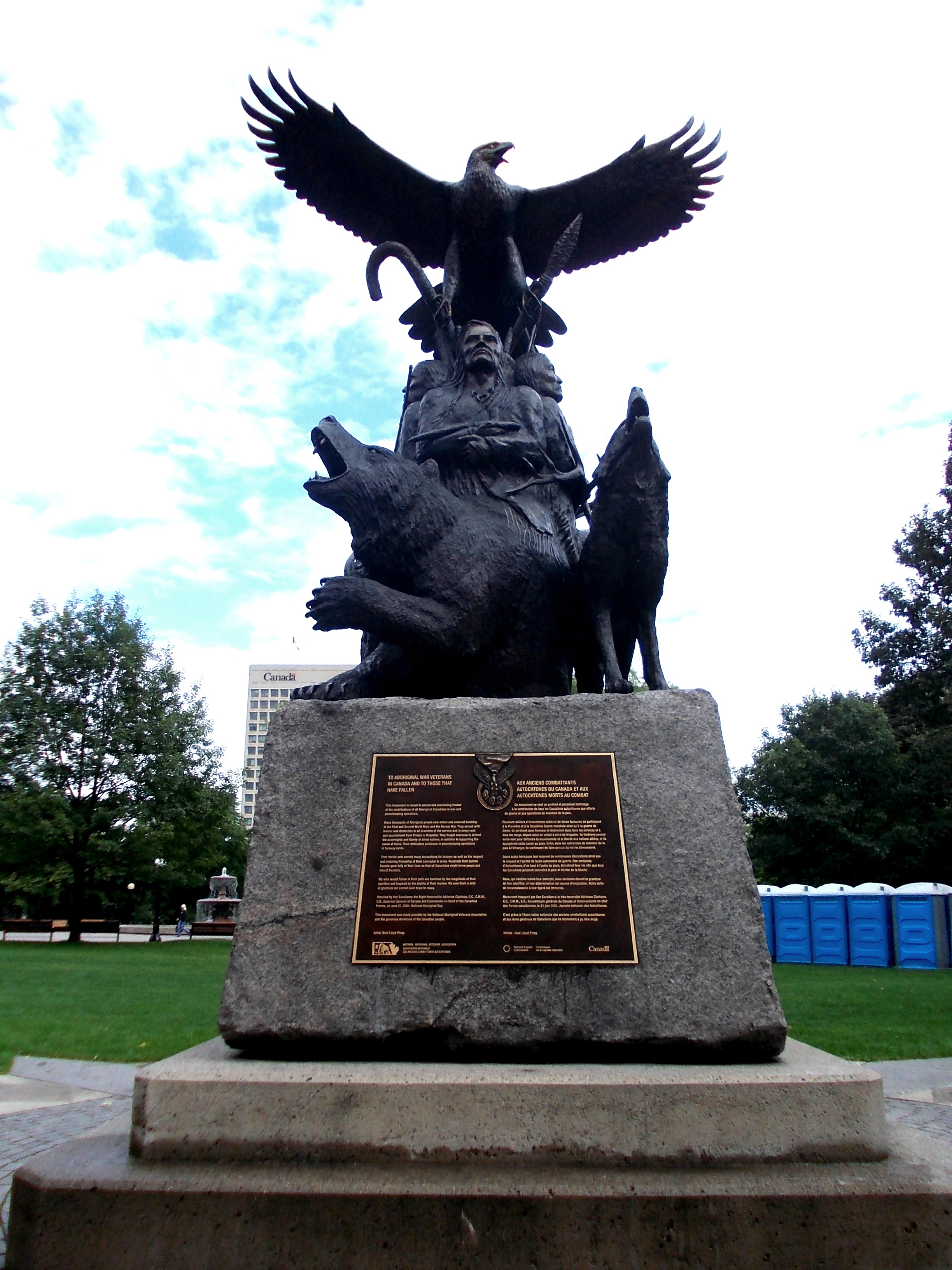
American Indians Monument in Ottawa

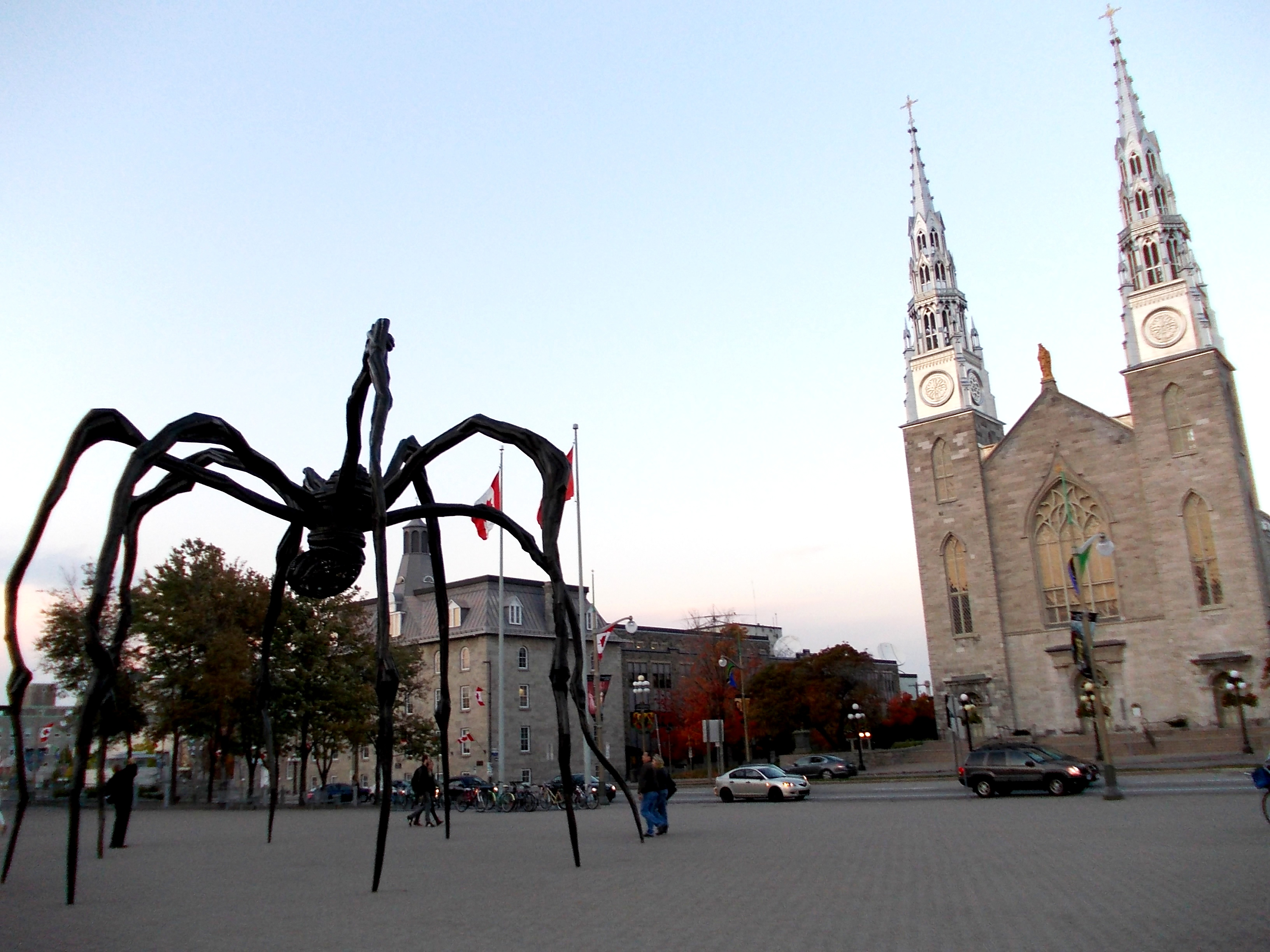
Maman

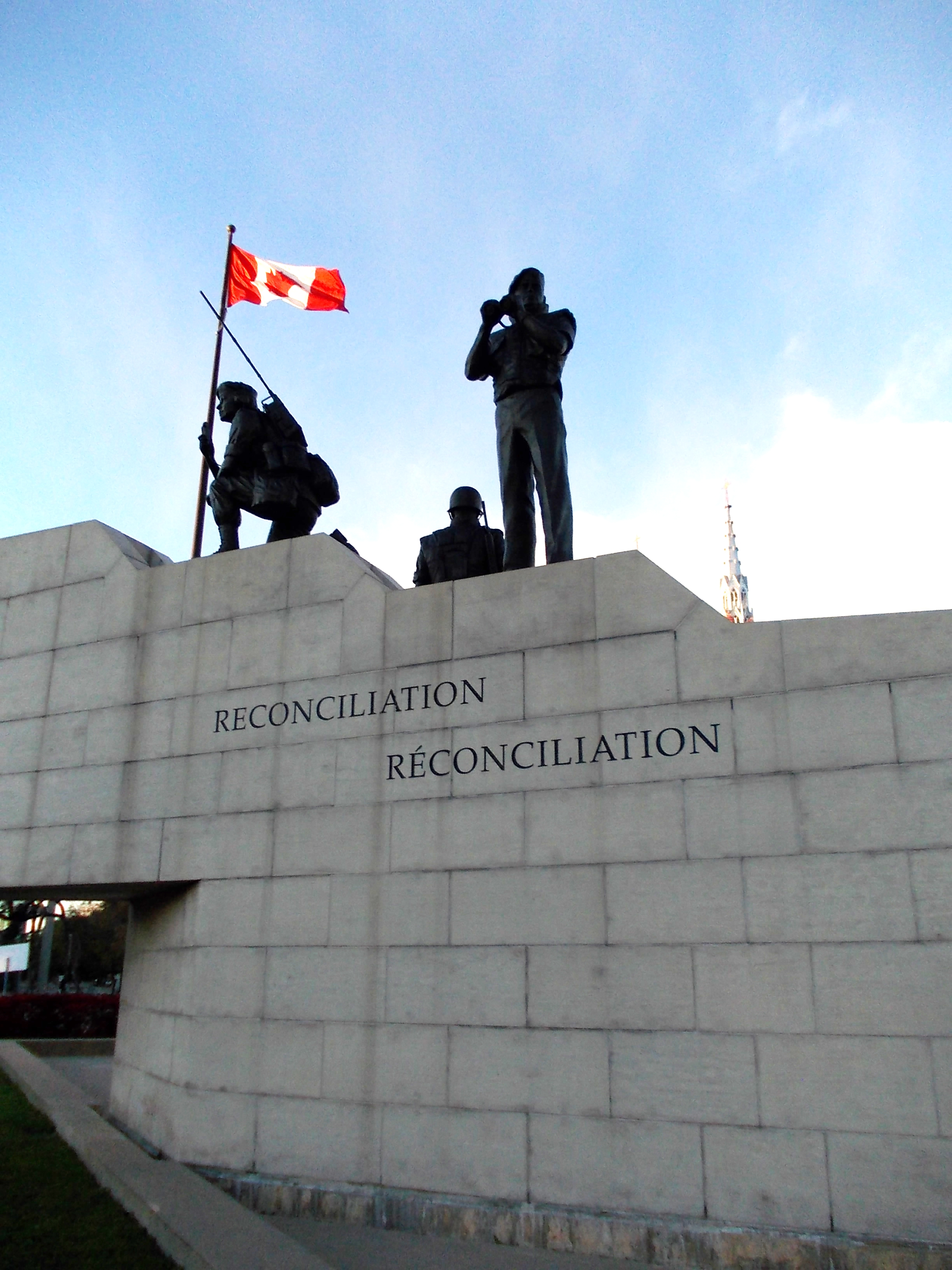
Памятник миротворцам

## Мемориалы
- en:Canadian Tribute to Human Rights
- en:Lansdowne Park (здесь расположены Абердинский павильон и стадион Фрэнка Клэра)
- Национальный военный мемориал (в том числе могила Неизвестного солдата Канады)
- en:Peacekeeping Monument
- Памятник Оскару Питерсону
- Монумент доблестных на мосту между Ридо-стрит и Веллингтон-стрит
- Памятник С. де Шамплену на холме у Национальной галереи
- Памятник Тарасу Шевченко

## Скульптурные композиции
- Радость (Спаркс-стрит)
- Тайная скамейка знания (Веллингтон-стрит)
- Медведь (Спаркс-стрит)
- Скульптурные композиции в парке Страткона